# Bahnhof Chōfu
Der Bahnhof Chōfu (jap. 調布駅, Chōfu-eki) ist ein Bahnhof auf der japanischen Insel Honshū. Er wird von der Bahngesellschaft Keiō Dentetsu betrieben und befindet sich in der Präfektur Tokio auf dem Gebiet der Stadt Chōfu.

## Verbindungen
Chōfu ist ein Trennungsbahnhof an der Keiō-Linie, die Shinjuku mit Keiō-Hachiōji verbindet. Von dieser zweigt die Keiō Sagamihara-Linie nach Hashimoto ab. Beide werden von der Bahngesellschaft Keiō Dentetsu betrieben. Mit Ausnahme des Keio Liner halten in Chōfu alle hier verkehrenden Nahverkehrs-, Eil- und Schnellzüge, womit der Bahnhof zu den wichtigsten des gesamten Keiō-Streckennetzes gehört. Ostwärts fahren tagsüber bis zu 21 Züge stündlich nach Shinjuku im Zentrum Tokios, während der morgendlichen Hauptverkehrszeit bis zu 27. In westlicher Richtung werden auf der Keiō-Linie stündlich 12 bis 14 Züge angeboten, auf der Sagamihara-Linie 9 bis 13 Züge.
Auf dem nördlichen und dem südlichen Bahnhofsvorplatz befindet sich je ein Busterminal, die beide die Form eines Kreisverkehrs mit rundherum angeordneten Haltestellen besitzen. Der bedeutendere Terminal im Norden wird von zwei Dutzend Linien der Gesellschaften Keiō Bus Chūō, Keiō Bus Higashi, Keisei Transit Bus, Odakyū Bus und Tokyo Airport Transportation bedient. Vom südlichen aus verkehren ein Dutzend Linien von Kanagawa Chūō Kōtsū Keiō Bus Higashi und Odakyū Bus.

## Anlage
Der 2012 fertiggestellte Tunnelbahnhof befindet sich im Stadtteil Fuda, inmitten des Stadtzentrums. Mit Ausnahme der Eingangspavillons ist die gesamte Anlage unterirdisch und verteilt sich auf drei Ebenen. Unmittelbar unter der Erdoberfläche erstreckt sich die Verteilerebene mit Verkaufseinrichtungen und Bahnsteigsperren. Der von Osten nach Westen ausgerichtete Bahnhof besitzt vier Gleise, die aufgrund der beengten Platzverhältnisse in zwei übereinanderliegenden Tunnelröhren verlaufen. Im zweiten Untergeschoss halten die Züge nach Westen, im dritten Untergeschoss die Züge in Richtung Osten. Auf beiden Ebenen liegen die Gleise jeweils an breiten Mittelbahnsteigen, die mit Bahnsteigtüren ausgestattet sind. Treppen, Rolltreppen und Aufzüge stellen die Verbindung zwischen den Ebenen her, wobei eine der Rolltreppen direkt vom ersten zum dritten Untergeschoss führt.
Von der alten oberirdischen Anlage, die vier Gleise an zwei Mittelbahnsteigen besaß, ist nichts erhalten geblieben. Anstelle des früheren Empfangsgebäudes an der Nordseite entstand das Einkaufszentrum Trie Keiō Chōfu, das wie die Bahngesellschaft zur Keio Group gehört. Es wurde am 29. September 2017 eröffnet und umfasst 80 Läden sowie ein Multiplex-Kino. Die frühere Trasse wird als Rad- und Gehweg genutzt, teilweise auch als Parkplatz.
Im Fiskaljahr 2018 nutzten durchschnittlich 129.968 Fahrgäste täglich den Bahnhof.

## Bilder

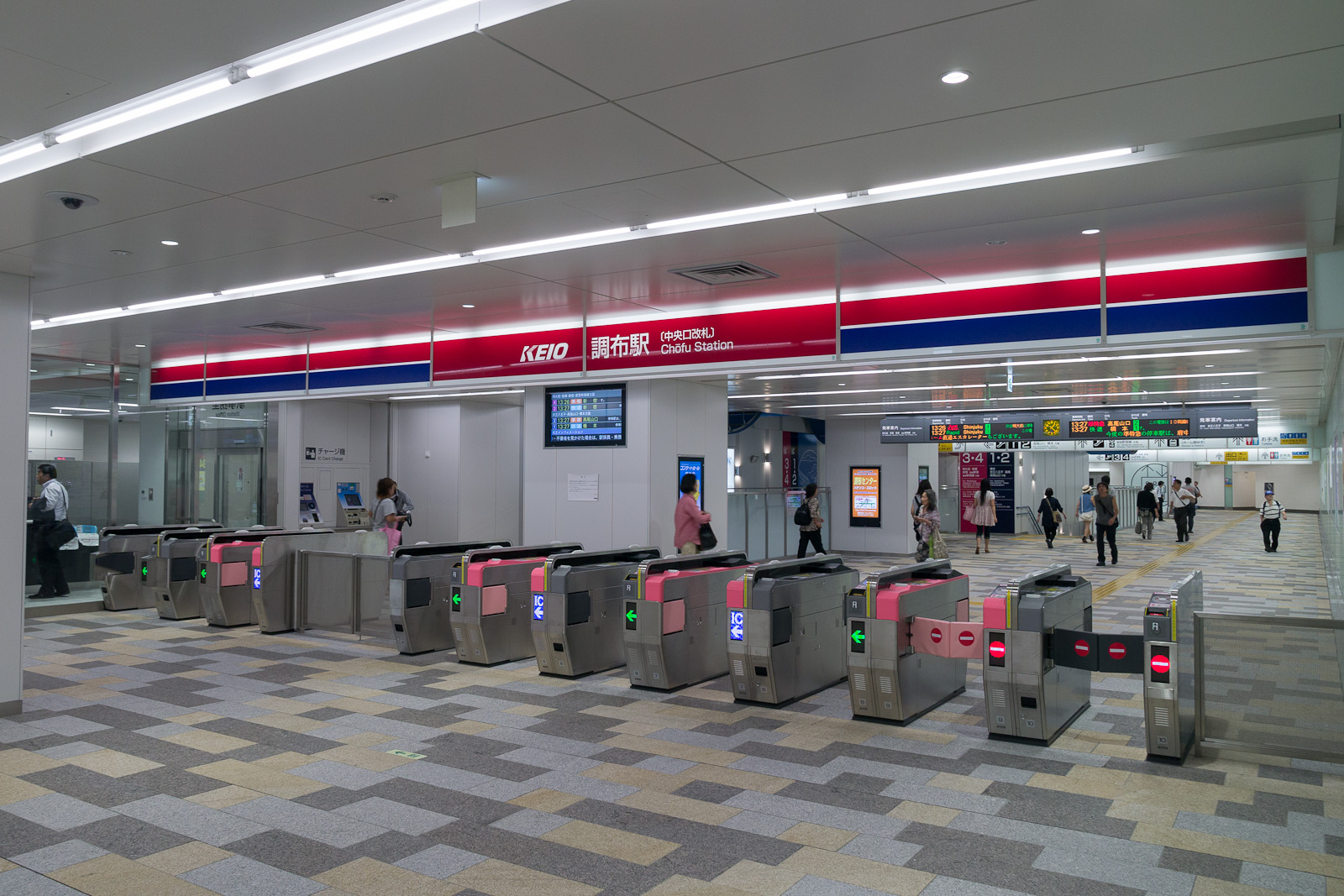
Verteilerebene
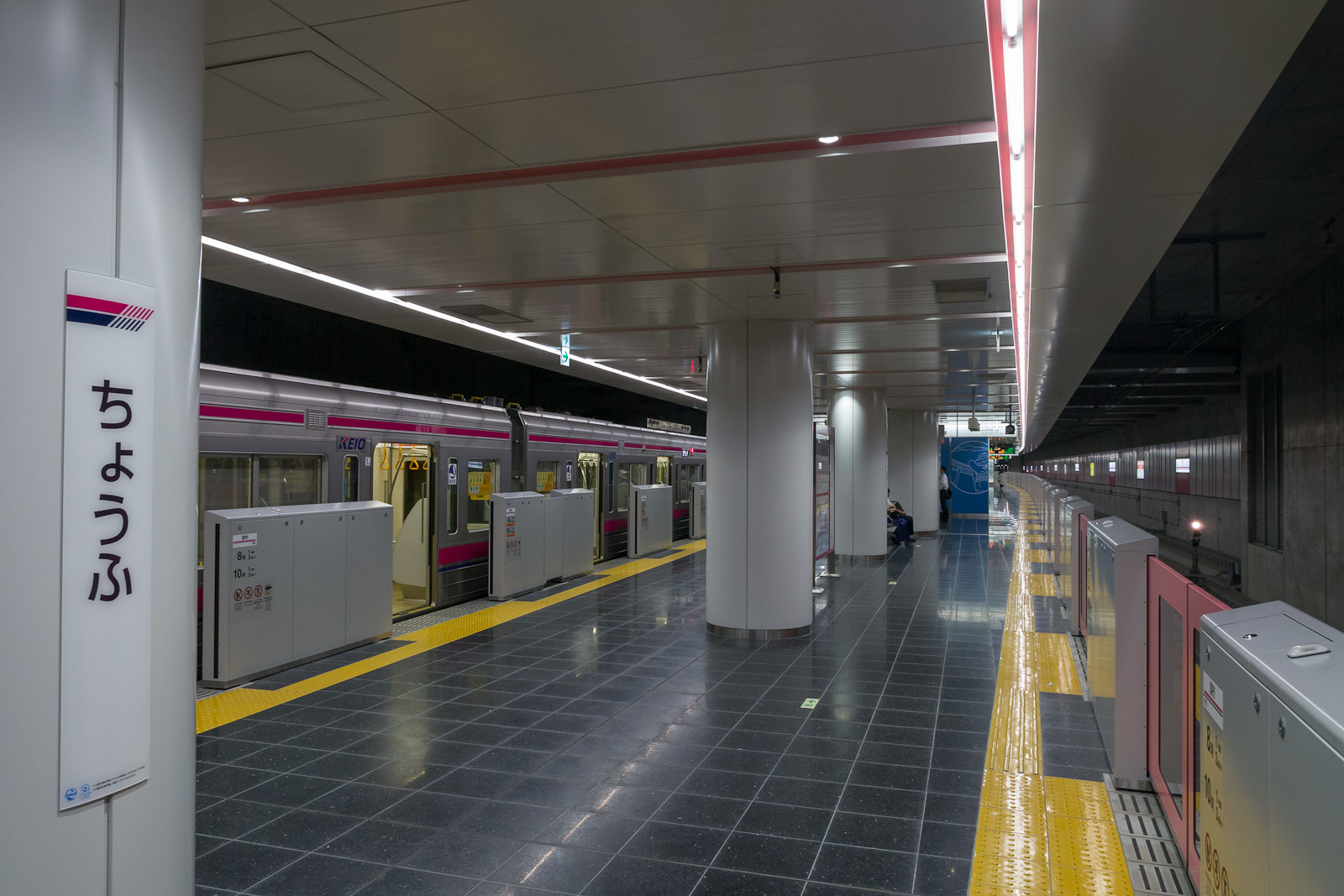
Untere Bahnsteigebene
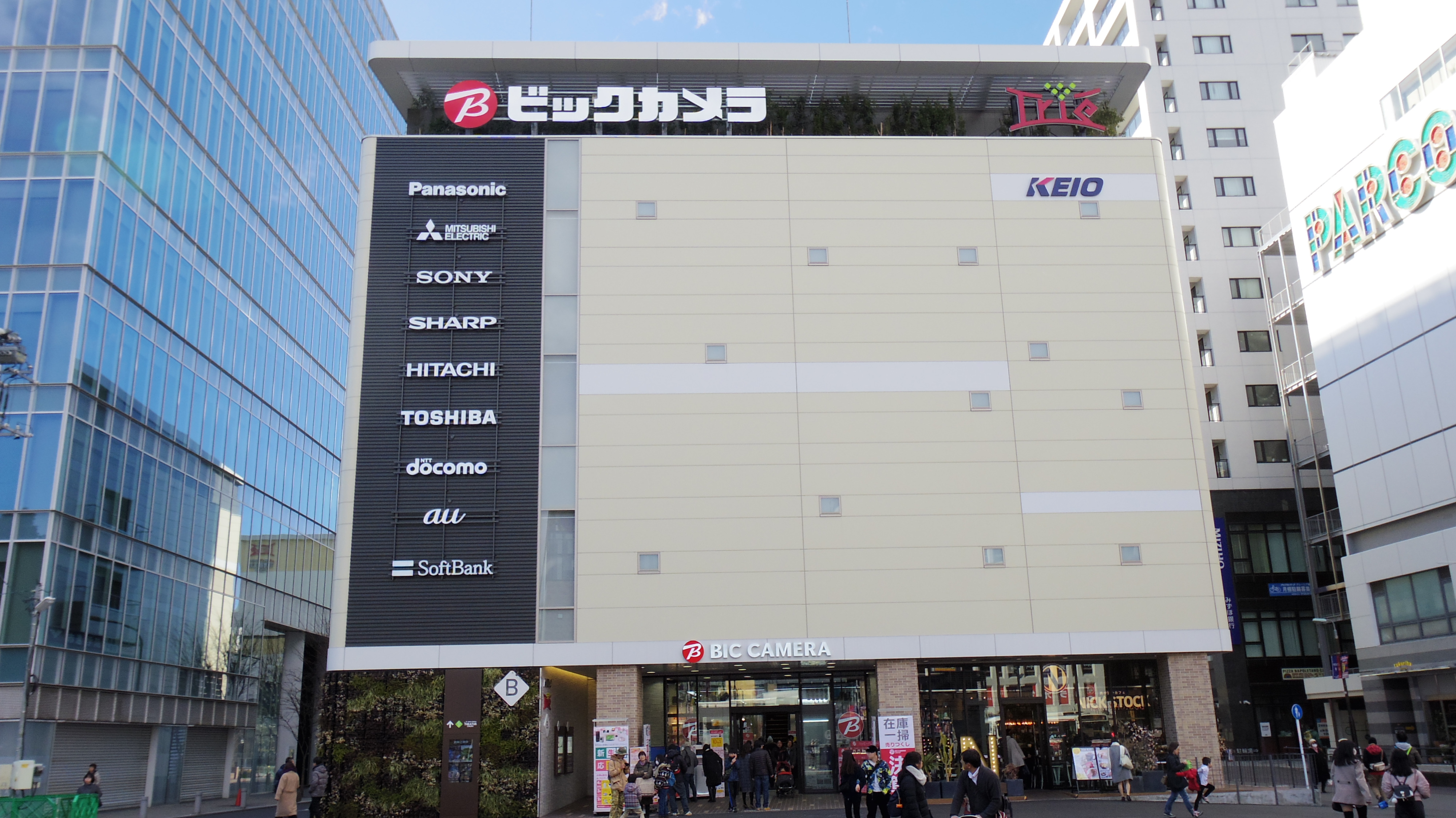
Einkaufszentrum
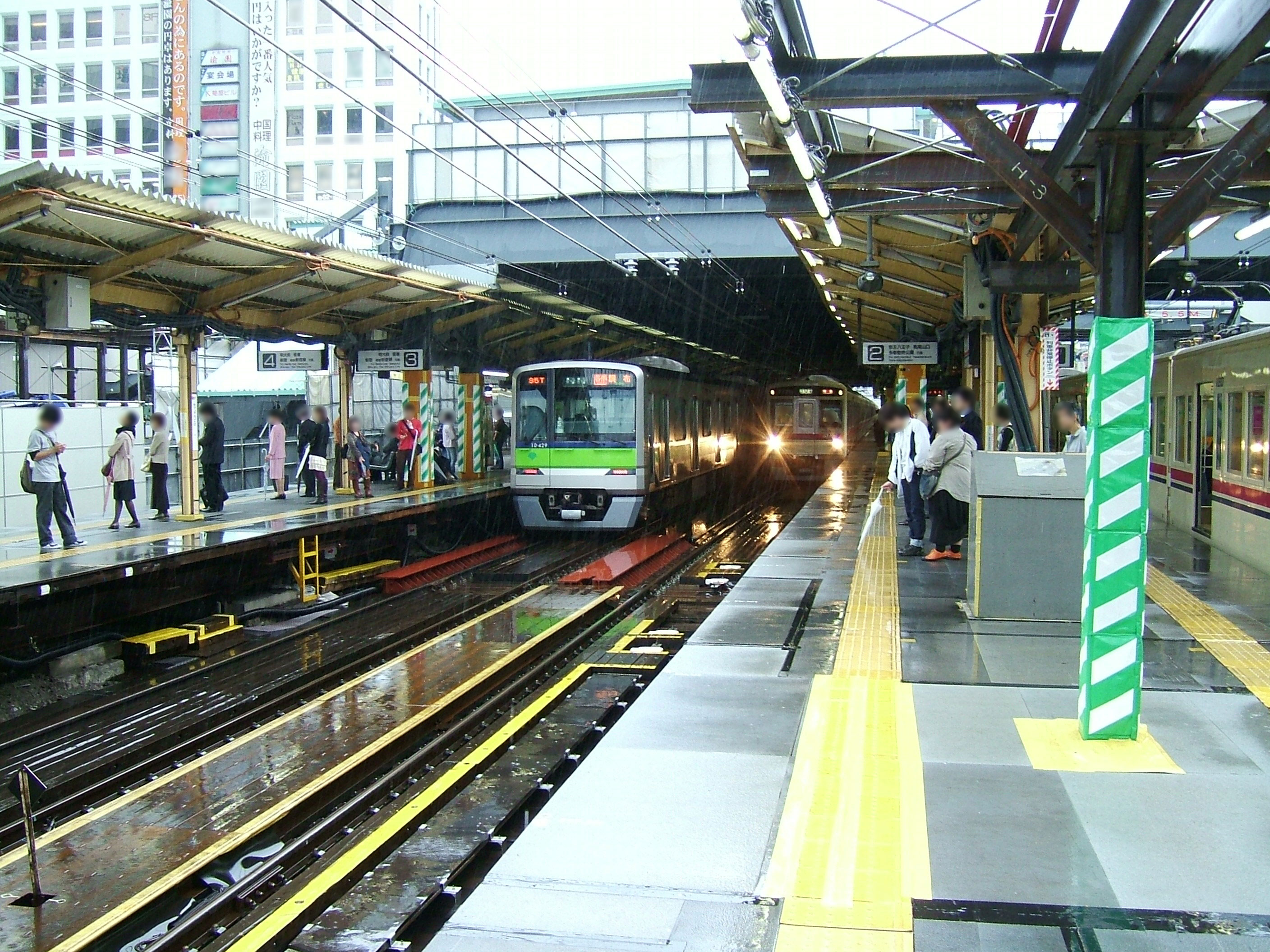
Ehemaliger Bahnhof (2008)

## Gleise
2. Untergeschoss
| 1/2 | ▉ Keiō-Linie            | Fuchū • Takahatafudō • Keiō-Hachiōji • Takaosanguchi |
| 1/2 | ▉ Keiō Sagamihara-Linie | Tama-Center • Hashimoto                              |

3. Untergeschoss
| 3/4 | ▉ Keiō-Linie | Meidaimae • Shinjuku |

## Linien
| Verlauf der Keiō-Linie |
| --- |
| Shinjuku • Hatsudai • Hatagaya • Sasazuka • Daitabashi • Meidaimae • Shimo-Takaido • Sakurajōsui • Kami-Kitazawa • Hachimanyama • Roka-kōen • Chitose-Karasuyama • Sengawa • Tsutsujigaoka • Shibasaki • Kokuryō • Fuda • Chōfu • Nishi-Chōfu • Tobitakyū • Musashinodai • Tama-Reien • Higashi-Fuchū • Fuchū • Bubaigawara • Nakagawara • Seiseki-Sakuragaoka • Mogusaen • Takahatafudō • Minamidaira • Hirayamajōshi-kōen • Naganuma • Kitano • Keiō-Hachiōji |

| Verlauf der Keiō Sagamihara-Linie |
| --- |
| Chōfu • Keiō-Tamagawa • Keiō-Inadazutsumi • Keiō-Yomiuri-Land • Inagi • Wakabadai • Keiō-Nagayama • Tama-Center • Keiō-Horinouchi • Minami-Ōsawa • Tamasakai • Hashimoto |

## Geschichte
Am 15. April 1913 eröffnete die Bahngesellschaft Keiō Denki Kidō (heutige Keiō Dentetsu) den ersten Abschnitt der Keiō-Linie, der von Sasazuka nach Chōfu führte. Der damals zweigleisige und ebenerdige Bahnhof befand sich etwas weiter westlich als heute und war für rund drei Jahre die westliche Endstation. Am 1. Juni 1916 nahm die Keiō Denki Kidō das erste kurze Teilstück der Keiō Sagamihara-Linie nach Keiō-Tamagawa in Betrieb, die jedoch über ein halbes Jahrhundert lang eine wenig bedeutende Zweigstrecke blieb. Von weitaus größerer Wichtigkeit war zunächst der Weiterbau der Keiō-Linie. Sie wurde am 1. September 1916 von Chōfu nach Tobitakyū verlängert und reichte zwei Monate später bis Fuchū. Der ursprüngliche Bahnhof stieß an seine Kapazitätsgrenzen, weshalb man ihn an seinen heutigen Standort verlegte; die neue viergleisige Anlage ging am 10. Dezember 1953 in Betrieb.
Auch dieser Bahnhof entwickelte sich mit der Zeit zu einem Flaschenhals, insbesondere wegen der höhengleichen Streckenverzweigung unmittelbar westlich davon. Züge der Keiō-Linie und der inzwischen verlängerten Sagamihara-Linie blockierten sich gegenseitig. Hinzu kamen zahlreiche Bahnübergänge beidseits des Bahnhofs, die den Straßenverkehr im Stadtzentrum von Chōfu massiv behinderten. Im Jahr 2003 fiel der Beschluss, insgesamt 3,7 km Strecke mitsamt den Bahnhöfen Chōfu, Fuda und Kokuryō in einen Tunnel zu verlegen, die Verzweigung zu einem unterirdischen Überwerfungsbauwerk auszubauen und 18 Bahnübergänge aufzuheben. Die Bauarbeiten begannen im September 2004, ab 14. September 2008 nutzten die Fahrgäste einen temporären Reiterbahnhof anstelle des früheren Personentunnels. Am 19. August 2012 begannen die Züge den Tunnel zu befahren, worauf der Abbruch der alten Anlagen begann. Zwei Jahre später waren sämtliche Arbeiten abgeschlossen.